# Lucifer (Vertigo Comics)
Lucifer es un cómic de la editorial Vertigo, una sección de DC Comics. En España fue publicado inicialmente por Norma Editorial, posteriormente por Planeta DeAgostini y actualmente por ECC Ediciones.

## Línea argumental de Sandman
Lucifer es un spin-off del famoso cómic de Neil Gaiman The Sandman. Narra la historia del ángel caído Lucifer Morningstar (personaje que se basa directamente en la bíblica del mismo nombre). Su primera aparición como personaje principal sucede en el arco argumental de Sandman Estación de Nieblas. Aburrido de su existencia como Señor del Infierno, Lucifer expulsa todos los demonios y almas condenadas del Infierno, para después cerrar sus puertas y entregarle la llave a Sueño de los Eternos (personaje protagonista de la serie Sandman). El Infierno queda entonces en manos de dos ángeles, Duma (el ángel del silencio) y Remiel, mientras Lucifer se retira a la Tierra.

## Títulos publicados
Relación de arcos argumentales de Lucifer publicados hasta la fecha en España:
1. The Sandman presenta: Lucifer, serie limitada introductoria de 3 números (Ed. Norma, ISBN 84-8431-052-3)
2. Lucifer: Seis cartas sobre la mesa, números 1-4 (Ed. Norma, ISBN 84-8431-339-5 y ISBN 84-8431-340-9)
3. Lucifer: La casa de las salas sin ventanas, números 5-8 (Ed. Norma, ISBN 84-8431-418-9 y ISBN 84-8431-419-7)
4. Lucifer: Niños y monstruos, números 9-13 (Ed. Norma, ISBN 84-8431-484-7 y ISBN 84-8431-485-5)
5. Lucifer: Escarceo con los condenados, números 14-19 (Ed. Norma, ISBN 84-8431-708-0)
6. Lucifer: Paraíso, números 20-23 (Ed. Norma, ISBN 84-96415-36-8)
7. Lucifer: La Divina Comedia, números 24-28 (Ed. Planeta, ISBN 84-674-2402-8)
8. Lucifer: Infierno, números 29-35 (Ed. Planeta, ISBN 84-674-2844-9)
9. Lucifer: Las mansiones del silencio, números 36-41 (Ed. Planeta, ISBN 84-674-2402-8)
10. Lucifer: Éxodo, números 42-44, 46-49 (Ed. Planeta, ISBN 84-674-2402-8)
11. Lucifer: El lobo bajo el árbol, números 45, 50-54 (Ed. Planeta, ISBN 84-674-2402-8)
12. Lucifer: Encrucijada, números 55-61 (Ed. Planeta, ISBN 84-674-2402-8)
13. Lucifer: Estrella del alba, números 62-69 (Ed. Planeta, ISBN 84-674-2402-8)
14. Lucifer: Visperas, (Ed. Planeta, )